# Tratado de Niza
El Tratado de Niza fue un tratado internacional firmado el 26 de febrero de 2001, cuyo objetivo era reformar la estructura institucional de la Unión Europea (UE) para que se adaptase a los cambios que planteaba la ampliación de 2004 de dicha organización supranacional europea. El Tratado de Niza dotó de más poderes legislativos y de control al Parlamento Europeo y amplió a un mayor número de ámbitos la votación por mayoría cualificada en el Consejo Europeo.
El tratado fue elaborado por el Consejo Europeo entre los días 7 y 9 de diciembre de 2000 y entró en vigor el 1 de febrero de 2003 tras haber sido ratificado por los 15 Estados miembros según lo previsto en sus respectivas normativas constitucionales. El proceso de ratificación se extendió hasta 2002.

## Historia

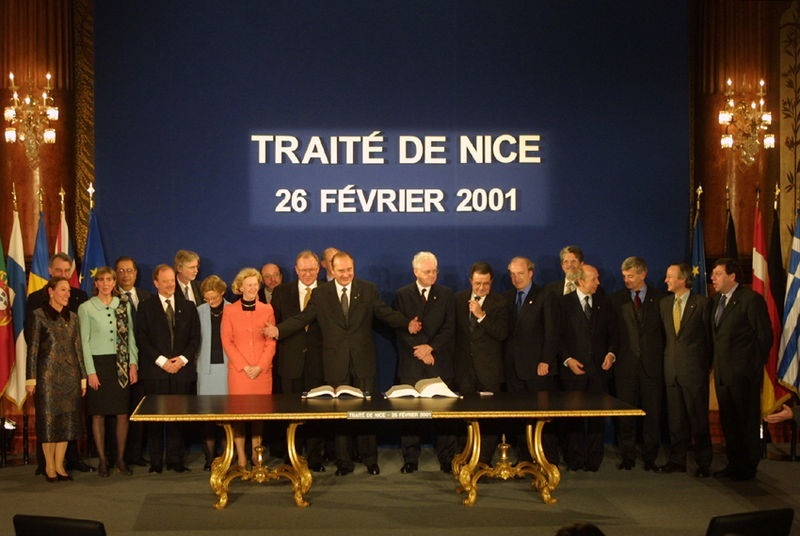
Firma del Tratado de Niza (26 de febrero de 2001).

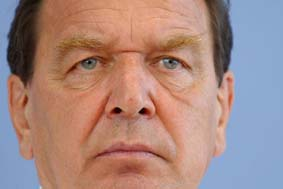
Gerhard Schröder (fotografía de 2003) fue el “gran triunfador en Niza”, según el diario El País.

El propósito primario del Tratado de Niza era reformar la estructura institucional para afrontar la ampliación de la Unión Europea. En las conferencias intergubernamentales (CIG) de Maastricht y Ámsterdam ya se habían abordado varios problemas institucionales («los restos de Ámsterdam»), pero no se habían resuelto satisfactoriamente el tema del tamaño y la composición de la Comisión Europea (CE), la ponderación de los votos en el Consejo y la ampliación de la votación por mayoría cualificada.
Durante el Consejo Europeo de Niza en diciembre de 2000, Alemania había exigido tener mayor peso en el voto a causa de su mayor población, a lo cual se opuso Francia que insistió en que se mantuviera la tradicional paridad entre Francia y Alemania. Otra propuesta pretendía introducir la “doble mayoría” de Estados miembros y población para reemplazar el sistema de mayoría cualificada, a lo cual también se opuso Francia por razones similares. Por otra parte, en respuesta a las fracasadas sanciones contra el gobierno de Wolfgang Schüssel en Austria, impuestas después de que una coalición que incluía al partido de Jörg Haider llegase al gobierno, y a causa del temor de que los nuevos Estados miembros pudieran en el futuro poner en peligro la estabilidad de la Unión, el Consejo de Niza adoptó por primera vez normas formales para aplicar sanciones a un Estado miembro.
El Tratado de Niza tampoco incorporó la Carta de los Derechos Fundamentales de la Unión Europea, ya que este aspecto también quedó para la Conferencia Intergubernamental de 2004 tras la oposición del Reino Unido. La CE y el Parlamento Europeo (PE) mostraron su decepción por el hecho de que la Conferencia Intergubernamental de Niza del 2000 no adoptó varias de sus propuestas en lo que respecta a la reforma de la estructura institucional o la introducción de nuevos poderes, como el nombramiento del fiscal europeo. El PE amenazó con aprobar una resolución contra el Tratado, aunque no contaba con capacidad formal de veto. Sin embargo, nada de esto llegó a suceder y el Parlamento aprobó el Tratado.
Finalmente, en el documento definitivo, el canciller alemán Gerhard Schröder logró romper el equilibrio de poder entre Francia y Alemania, ya que con los dispuesto en Niza, ambos países seguirían teniendo tras la ampliación de 2004 el mismo número de votos (29) en las votaciones del Consejo de Ministros de la UE, pero únicamente Alemania podría bloquear cualquier decisión con el apoyo de solo dos países.
Se consideró que el Tratado de Ámsterdam no había tratado la cuestión básica de la reforma institucional, ya que las instituciones de la Unión Europea seguían siendo demasiado complejas, por lo que en Niza se acordó el establecimiento de la Convención europea que conduciría a una Conferencia Intergubernamental en 2004.

### Ratificación
Durante el primer referéndum sobre el Tratado de Niza en Irlanda en junio de 2001, más del 54% de los votantes (529.478 votos) lo hizo en contra frente al 46% (453.461) de síes. Sin embargo, en el segundo referéndum realizado en octubre de 2002, el Gobierno de Bertie Ahern anunció la “rotunda victoria” del sí con cerca del 63% de los sufragios, lo que suponía dar vía libre al tratado.

## Disposiciones del tratado
En lo referente al sistema de voto en el Consejo de la Unión Europea, el Tratado de Niza alcanzó un compromiso que consistía en una doble mayoría de Estados miembros y votos. Además un Estado miembro podría solicitar opcionalmente que se verificase que los países de voto afirmativo representaban una proporción suficiente de la población de la Unión.
En cuanto al Parlamento Europeo, el tratado estableció que se aumentase el número de escaños hasta alcanzar los 732, lo que excedía lo dispuesto en el Tratado de Ámsterdam. El documento también dispuso cambios para dar respuesta a la cuestión de la reducción del tamaño de la Comisión Europea se resolvió con una escapatoria, ya que el tratado estableció que una vez que el número de Estados miembros alcanzase los 27, el número de comisarios nombrados en la siguiente Comisión sería reducido por debajo de los 27 por el Consejo, sin llegar a especificar cómo se realizaría esa reducción. Como medida transitoria especifica que después del 1 de enero de 2005, Alemania, Francia, el Reino Unido, Italia y España renunciarían a su segundo comisario.
El Tratado de Niza creó nuevas normas para regular una colaboración más estrecha, ya que considera inaplicables las normas introducidas en el Tratado de Ámsterdam. También estableció disposiciones sobre las consecuencias financieras de la expiración del Tratado de París o de la Comunidad Europea del Carbón y del Acero. Por otra parte estableció la creación de tribunales subsidiarios de rango inferior al Tribunal de Justicia de la Unión Europea y el Tribunal de Primera Instancia para las áreas jurídicas de especial interés.

## Críticas
Varios contradictores argumentaron que la estructura de pilares, que se mantuvo en el Tratado, es demasiado complicada, que los diferentes tratados deberían fusionarse en uno, que las tres (ahora dos) personalidades legales de las Comunidades deberían fusionarse y que la Comunidad Europea y la Unión Europea deberían fusionarse en una única Unión Europea con una única personalidad jurídica. Las regiones alemanas también demandaron una separación de poderes clara entre la Unión y los Estados miembros.